# Marie Just Antoine de La Rivoire de La Tourrette
Marie Just Antoine de La Rivoire marquis de La Tourrette, baron de Chalencon, seigneur de Vernoux, Gluiras et Saint-Fortunat, est né à Tournon (Ardèche) le 2 mars 1751, et décédé dans la même ville le 24 janvier 1819 .

## Biographie
Marie Just Antoine de La Rivoire de La Tourrette est le fils de François Antoine Alphonse de La Rivoire marquis de la Tourette (1727-1768) et de Marie-Louise Thérèse de Grimoard de Beauvoir du Roure (1734-1813), dame d'honneur de la Dauphine, fille de Louis Claude Scipion de Grimoard (1690-1752), comte du Roure, marquis de Grizac, et de Victoire de Gontaud-Biron (†1770). 
Il est successivement sous-lieutenant au régiment Dauphin-Infanterie en 1767, capitaine en 1770, colonel en second du régiment de l'Île de France en 1778, colonel du régiment des Grenadiers-Royaux de Quercy en 1787. 
Dans une reconnaissance du 26 juin 1787, il est dit chevalier de Saint-Louis, colonel du régiment de l'Isle de France, résidant en son hôtel de Tournon. Il est chevalier de Saint-Louis en 1784. Il est député des États du Languedoc depuis 1769.
Il est réformé de l'armée en 1790. Il est alors maire de Tournon et président de l'administration du département de l'Ardèche.
À la création des préfets par le premier consul le 17 février 1800, par la loi du 28 pluviôse an VIII, il a été nommé sous-préfet de Tournon avant d'être remplacé par Pierre Joseph Marie Baude. Il est alors nommé préfet du Tarn le 2 novembre 1801, et le reste jusqu'au 14 avril 1804 quand il devient préfet du Puy-de-Dôme. Le 13 mars 1806, il est nommé préfet de Gênes et le reste jusqu'au 11 février 1809.
Il est chevalier de l'Empire par lettres patentes du 22 novembre 1808 et baron de l'Empire par lettres patentes du 6 janvier 1810.
Il est nommé président du collège électoral de l'Ardèche pour les sessions de 1815 et 1816, maréchal de camp en avril 1817.

## Famille
- Marie Just Antoine de La Rivoire de La Tourrette est marié le 28 février 1772 avec Louise Ursule de Guérin de Tencin (†1817), fille d'Antoine de Guérin, comte de Tencin, gouverneur de Die, petite-nièce du cardinal de Tencin, et de Jeanne Marie de Monteynard, sœur de Louis François de Monteynard  :
  - Antoine Marie Just Louis de La Rivoire de La Tourrette (1773-1839)[3] marié en 1803 avec Victoire de Chaptal, fille de Jean-Antoine Chaptal, comte de Chanteloup, et de Anne Lajard.

## Distinction
- Chevalier de la Légion d'honneur en 1804[4].

## Héraldique
Écartelé au 1 et 4 de gueule au lion d'argent ; au 2 et 3 d'or au lion de gueule ; au franc-quartier de baron-préfet brochant sur le tout.